# Lethes humeralis
Lethes humeralis är en skalbaggsart som beskrevs av Fernando de Zayas 1975. Lethes humeralis ingår i släktet Lethes och familjen långhorningar.
Artens utbredningsområde är Kuba. Inga underarter finns listade i Catalogue of Life.